# Schedius
Schedius was in de Ilias van Homerus een Griekse held uit Phocis. Omdat er tweemaal een Schedius gedood wordt, is het aannemelijk dat er ook twee waren. 
De eerste is de zoon van Iphitus, en de broer van Epistrophus. Hij wordt door Hector gedood. 
De tweede is de zoon van Perimedes, en wordt ook door Hector gedood, veel eerder in het verhaal. 
Een derde Schedius kwam uit Dulichum en was een van de vrijers van Penelope.